# B tv
B tv는 SK브로드밴드에서 제공하는 IPTV 서비스이다. 
B tv는 VOD(Video On Demand) 중심의 TV-Portal 서비스만을 제공해오다가 2009년 1월 12일 서울에서 실시간방송을 시작하였다. 가입자는 2014년 11월 기준 268만 명으로, KT의 지니 TV의 절반수준이므로, 2016년 11월에 모든 채널 번호가 장르별로 재배치되어, 100% HD 채널로 전환하였다.

## 연혁
- 2006.7   하나TV 론칭[2]
- 2007.1   결합상품 TPS(Triple Play service; hanaTV & Internet & Telephone) 출시
- 2007.2   쇼핑사업 개시
- 2007.4   VAS(Value Added Service) 상품 출시
- 2007.7   50만 가입자 돌파[3]
- 2008.4   90만 가입자 돌파[4]
- 2008.9   회사의 사명 변경에 따른 브랜드네임 변경(하나TV->Broad&iptv)
- 2009.1   실시간방송 시작
- 2009.3   60개 채널 실시간 방송 서비스 예정
- 2010.4   broad&iptv에서 B tv로 브랜드 변경
- 2020.4   Btv 케이블 신설

## 콘텐츠
23개 콘텐츠(VoD) 카테고리  : 한국영화, 외국영화, 지상파 4사 (KBS,MBC,SBS,EBS), 종편 4사 (JTBC,MBN,채널A,TV조선), CJ ENM(tvN,Mnet,중화TV 등등), 키즈, 엔터테인먼트, 초등학습, 중등학습, 고등학습, 외국어학습, 쇼핑, 애니메이션, 시리즈, 음악, 자격증, 스포츠, 다큐멘터리, 생활, 취미/레저, 뉴스, 금융
160여 회사와 콘텐츠 수급 : Sony Pictures, 20C Fox, Universal Studio, MGM,Paramount, Warner Bros, Disney, National Geographic, BBC Worldwide, Terrestrial TV, CJ Entertainment, Showbox, etc.
JOY 서비스 (부가 서비스) : 노래방, 마이콘텐츠, 게임, 만화, SMS(Short Message Service), 날씨, TV신문, etc.
키즈존 서비스 : 유아들의 시청 환경을 고려한 키즈 전용 TV 서비스로, B tv 키즈존과 일반 B tv의 진입경로를 별개로 분리하여 안전한 유아용 콘텐츠만 시청을 가능케 하는 서비스로, 애니메이션 캐릭터별로 콘텐츠를 이용하는 시청 습관을 고려해 뽀로로, 라바 등 인기 캐릭터별로 메뉴를 구성함.

## 기술적 특징
- 플랫폼 :

H.264(MPEG4-Part10) 인코딩
D&P(Download & Play) 전송
DRM 보안
VoD Servers & VAS(Value Added Service) Servers
- 네트워크 :

CDN(Contents Delivery Network)
모든 매체에 가능(xDSL, HFC, optical-LAN, FTTH, etc)
- 단말 :

사용자 친화적 UI(user Interface)
고화질 HD 영상 & 5.1채널 사운드
HD-TV 튜너 & HDD 내장

## 같이 보기
- 누구

## 대한민국의 다른 IPTV 서비스
- KT - 지니 TV
- LG유플러스 - U+ TV